# Rezerwat przyrody Dolina Gwdy
Rezerwat przyrody Dolina Gwdy – rezerwat krajobrazowy na obszarze gminy Czarne, w powiecie człuchowskim (województwo pomorskie). Został utworzony na mocy rozporządzenia Ministra Ochrony Środowiska, Zasobów Naturalnych i Leśnictwa z dnia 21 grudnia 1998. Zajmuje powierzchnię 424,60 ha (akt powołujący podawał 428,20 ha).
Celem ochrony w rezerwacie jest „zachowanie form rzeźby terenu charakterystycznych dla doliny rzeki Gwdy i jej dopływu Czernicy, tworzących meandry rzeczne i terasy zalewowe oraz wąwozy, jak również olsu i borów z licznymi sędziwymi o okazałych rozmiarach drzewami”. Ochronie podlega specyficzna roślinność wodno-leśno-bagienna i elementy regionalnej zabudowy związanej bezpośrednio z osadnictwem leśnym i systemem zniszczonej obecnie infrastruktury urządzeń energetycznych regulujących przepływ wody przez dolinę.
Rezerwat znajduje się na terenie Nadleśnictwa Czarne Człuchowskie. Nadzór sprawuje Regionalny Dyrektor Ochrony Środowiska w Gdańsku. Rezerwat nie posiada planu ochrony.
Rezerwat graniczy od zachodu z Obszarem Chronionego Krajobrazu Pojezierze Wałeckie i Dolina Gwdy.